# Nadleśnictwo Andrychów
Nadleśnictwo Andrychów – jednostka organizacyjna Lasów Państwowych podległa Regionalnej Dyrekcji Lasów Państwowych w Katowicach. Siedzibą nadleśnictwa jest Andrychów. Nadleśnictwo Andrychów położone jest na terenie województw: śląskiego i małopolskiego.

## Położenie
Nadleśnictwo położone jest na terenie trzech powiatów: wadowickiego, oświęcimskiego i bielskiego. Położone jest na 22 gminach. Obejmuje takie miasta jak: Andrychów, Wadowice, Oświęcim, Kalwaria, Zator, Brzeszcze, Kęty. Graniczy z nadleśnictwami: Katowice, Chrzanów, Kobiór, Bielsko, Jeleśnia, Sucha, Krzeszowice, Myślenice. Nadleśnictwo Andrychów znajduje się na makroregionach: Kotliny Oświęcimskiej, Pogórza Zachodniobeskidzkiego i Beskidów Zachodnich. Przez teren nadleśnictw przepływają rzeki: Wisła, Skawa, Soła i Wieprzówka.

## Historia Nadleśnictwa
Do roku 1945 lasy nadleśnictwa stanowiły własność prywatną. Obecny Obręb Porąbka oraz blisko 3000 ha obrębu Andrychów wchodziło w skład byłych Dóbr Żywieckich księcia Leona Habsburga, pozostałe stanowiły własność mniejszych lub większych właścicieli ziemskich oraz dobra klasztorne. Lasy Dóbr Żywieckich, obecnie należące do Nadleśnictwa Andrychów, tworzyły dwa zarządy: Zarząd Lasów Porąbka i Zarząd Lasów Międzybrodzie.
Po zakończeniu II wojny światowej utworzono drogą nacjonalizacji Nadleśnictwa Andrychów, Kalwaria i Porąbka. W 1962 roku z Nadleśnictwa Kalwaria wydzielony został Obręb Kalwaria, który włączono do Nadleśnictwa Andrychów. Do roku 1973 nadleśnictwa: Andrychów, Kalwaria i Porąbka wchodziły w skład Okręgowego Zarządu Lasów Państwowych w Krakowie. W 1973 roku, na podstawie zarządzenia nr 73 Dyrektora Naczelnego Zarządu Lasów Państwowych z dnia 18.12.1972 roku, Nadleśnictwo Porąbka, jako Obręb Porąbka, weszło w skład Nadleśnictwa Andrychów, a Nadleśnictwo Kalwaria po części w skład nadleśnictw: Myślenice i Andrychów. Tak zreorganizowane Nadleśnictwo weszło w skład ówczesnego Okręgowego Zarządu Lasów Państwowych w Katowicach.

## Warunki geograficzno-przyrodnicze
Nadleśnictwo położone jest w Karpackiej Krainie Przyrodniczo-Leśnej, w Dzielnicy Beskidu Śląskiego i Małego Pogórza Środkowobeskidzkiego oraz częściowo w Małopolskiej Krainie Przyrodniczo-Leśnej, w Dzielnicy Wyżyny i Pogórza Śląskiego. 
- Siedliska leśne: lasowe górskie 62%, lasowe wyżynne 21%, lasowe 14% ,ols i bór mieszany górski 3% .
- Główne gatunki lasotwórcze: buk 30%, jodła 25%, sosna, modrzew 15%, świerk 10% i inne (dąb, brzoza, olcha, grab, topola, osika).
- Całość lasów Nadleśnictwa zostało uznanych za wodochronne i glebochronne.[6][7]

## Leśnictwa
Powierzchnia ogólna Nadleśnictwa to 11.924 ha; na które składają się 3 Obręby: Andrychów, Kalwaria i Porąbka podzielone na następujące leśnictwa:
- leśnictwo Brody
- leśnictwo Czaniec
- leśnictwo Draboż
- leśnictwo Inwałd
- leśnictwo Łękawica
- leśnictwo Międzybrodzie Bialskie
- leśnictwo Nidek
- leśnictwo Polanka Wielka
- leśnictwo Roczyny
- leśnictwo Roztoka Wielka
- leśnictwo Rzyki
- leśnictwo Targanice
- leśnictwo Tłuczań
- leśnictwo Zasolnica

## Ochrona przyrody
Park Krajobrazowy Beskidu Małego

### Rezerwaty przyrody[9][10]
Na terenie nadleśnictwa Andrychów znajdują się cztery rezerwaty przyrody o charakterze rezerwatów leśnych: 
- Rezerwat przyrody Madohora – w leśnictwie Rzyki, stanowiący fragment naturalnych zespołów leśnych oraz wychodni skalnych na szczycie Łamanej Skały.
- Rezerwat przyrody Przeciszów – w leśnictwie Polanka Wielka, stanowiący cenny zespół Tilio Carpinetum — wielogatunkowego lasu lipowo-dębowo-grabowego w wieku 40—140 lat.
- Rezerwat przyrody Żaki – w leśnictwie Polanka Wielka
- Rezerwat Zasolnica – w leśnictwie Zasolnica, to drzewostan bukowy wyjątkowej witalności i unikalne w Karpatach miejsce sukcesji jesiona i brzostu.

Oprócz tego w obrębie nadleśnictwa znajduje się 8 pomników przyrody.

### Obszary Natura 2000[9][11]
- Beskid Mały (PLH240023) - leśnictwo Czaniec
- Cedron (PLH120060) - leśnictwo Czaniec
- Dolina Dolnej Soły (PLB120004) - leśnictwo Polanka Wielka
- Dolina Dolnej Skawy (PLB120005) - leśnictwo Tłuczań
- Stawy w Brzeszczach (PLB120009) - leśnictwo Polanka Wielka